# Francesc Catà
Francesc Catà i Major fou un compositor català de mitjan segle xviii, del qual es posseeixen escasses dades biogràfiques. Se sap que en data 21 de gener de 1751, beneficiat i prevere, era procurador dels delmes dels residents de l'església parroquial de Sant Pere i Sant Pau de Canet de Mar. Es conserva una "Area Humana / Con Violines", al fons musical CMar.